# Юскаран
Юскара́н (ісп. Yuscarán) — місто в центральній частині Гондурасу, адміністративний центр департаменту Ель-Параїсо.
Знаходиться за 65 км від столиці Гондурасу — Тегусігальпи. Це дивне містечко було головним центром гірничої промисловості в XVIII—XIX століттях, спочатку для іспанської корони, а після здобуття незалежності — для американських компаній гірничої промисловості.
В 1979 році Гондураським урядом місто було оголошено національним пам'ятником. На сьогоднішній день, збереглося більше 200 колоніальних будинків, віддаючи данину історичного минулого Юскарану.
У Юскарані з цукрових буряків виробляють алкогольний напій «кваро», відомий як «палаюча вода» («aguardiente», або просто «guaro»).

## Історія

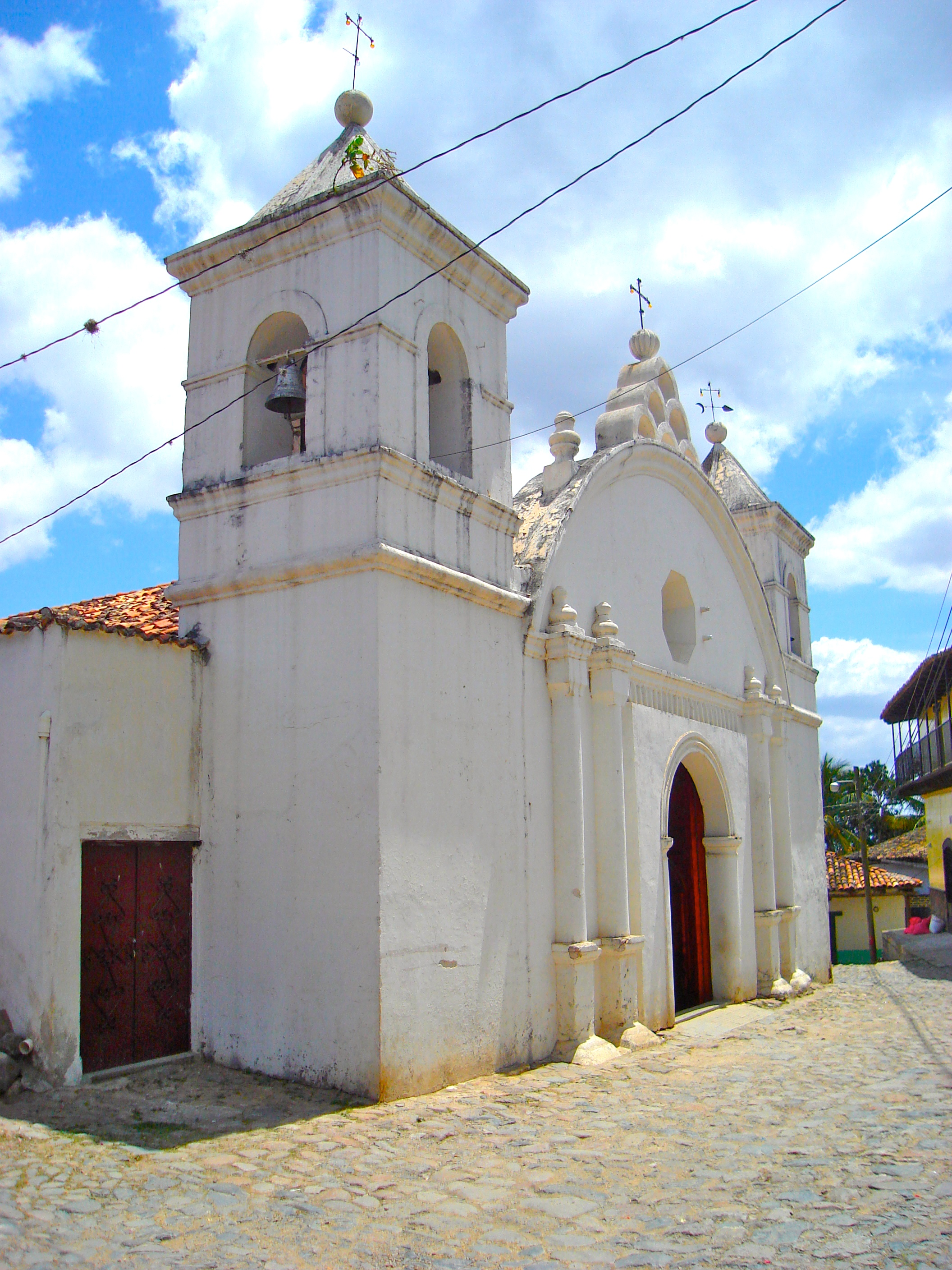
Церква Сан-Хосе (1768 рік)

Місто було засноване в 1730 році іспанськими колоністами. Після виявлення в 1746 році в околицях покладів золота, срібла та інших дорогоцінних металів, місто стало процвітати. Цей період і визначив архітектуру Юскарану, в традиційному, іспанському, колоніальному стилі XIX століття.
Роки експлуатації іспанцями, а пізніше — північноамериканськими компаніями гірничої промисловості приносили як переваги, так і недоліки. Юскаран був багатим шахтарським містом і одним з найвпливовіших міст Гондурасу. У Юскарані, в 1898 році, раніше ніж в інших містах Гондурасу, включаючи столицю Тегусігальпу, було проведено електрику. Завдяки своїй економічній важливості, в 1869 році місто стало адміністративним центром департаменту Ель-Параїсо. Однак, після того, як гірнича промисловість зупинилася, і більшість іноземців покинуло місто, Юскаран занепав.
Із занепадом гірничодобувної промисловості, місто знову стало процвітати завдяки виробництву алкогольного напою «кваро» («gauro» або «aguardiente»). В 1939 році була заснована фабрика, яка випускає цей напій донині, будучи головним роботодавцем для жителів міста.
Після присвоєння в 1979 році місту статусу національного пам'ятника, в місті почав розвиватися туризм.
Місто також знамените тим, що саме в ньому, прибувши з Європи, оселився Хуан Батиста Морасан — дід Франсиско Морасана, національного героя Гондурасу і Центральної Америки.

## Галерея
|                  |               |                                 |
| Центральна площа | Одна з вулиць | Зразок колоніальної архітектури |